# Liga Adriática de Basquetebol de 2019-20
A Temporada 2019-20 da Liga Adriática de Basquetebol foi a 19ª temporada da competição regional masculina que une clubes da ex-Jugoslávia (Sérvia, Croácia, Bósnia e Herzegovina, Montenegro e Eslovénia. O torneio é organizado pela entidade privada ABA Liga Jtd.
A equipe do Partizan é historicamente o maior campeão com seis títulos (2007, 2008, 2009, 2010, 2011, 2013).

## Equipes participantes
Ao término da temporada 2018-19 a equipa do Olimpija Liubliana que havia se classificado na última posição foi rebaixado para a segunda divisão da Liga adriática, dando lugar ao Sixt Primorska da Eslovénia, por sua vez campeão da segunda divisão. O croata Cedevita Zagreb e o esloveno Olimpija Liubliana uniram-se para fundar uma terceira equipe que ocuparia a vaga dos croatas, o KK Cedevita Olimpija.
| Clube             | Localização       | Arena                           | Capacidade | Treinador             |
| ----------------- | ----------------- | ------------------------------- | ---------- | --------------------- |
| Budućnost VOLI    | Podgorica         | Centro Esportivo Morača         | 4.300      | Slobodan Subotić      |
| Cedevita Olimpija | Liubliana         | Arena Stožice                   | 12 480     | Slaven Rimac          |
| Cibona Zagreb     | Zagreb            | Dražen Petrović Basketball Hall | 5 400      | Ivan Velić            |
| Koper Primorska   | Koper             | Arena Bonifika                  | 3 000      | Goran Jagodnik        |
| Crvena Zvezda     | Belgrado          | Aleksandar Nikolić Hall         | 5.878      | Milan Tomić           |
| FMP               | Belgrado          | Železnik Hall                   | 3.000      | Vladimir Jovanović    |
| Igokea            | Laktaši           | Laktaši Sports Hall             | 3.050      | Aleksandar Trifunović |
| Krka Novo Mesto   | Novo Mesto        | ŠD Leona Štuklja                | 2.500      | Simon Petrov          |
| Mega Bemax        | Sremska Mitrovica | Pinki Hall                      | 3.000      | Dejan Milojević       |
| Mornar Bar        | Bar               | Topolica Sport Hall             | 2.625      | Mihailo Pavićević     |
| Partizan NIS      | Belgrado          | Aleksandar Nikolić Hall         | 5.878      | Andrea Trinchieri     |
| Zadar             | Zadar             | Krešimir Ćosić Hall             | 7.847      | Ante Nazor            |

## Temporada Regular
| Casa\Visitante    | BUD   | CED     | CIB    | CRV    | FMP   | IGO    | KRK    | MEG     | MOR    | PAR   | PRI   | ZAD   |
| ----------------- | ----- | ------- | ------ | ------ | ----- | ------ | ------ | ------- | ------ | ----- | ----- | ----- |
| Budućnost VOLI    |       | 93-80   | 87-64  | 20-0   |       | 99-59  | 80-60  | 90-76   |        |       | 80-83 | 93-80 |
| Cedevita Olimpija |       |         | 79-70  | 75-64  | 93-89 | 78-85  | 72-56  | 112-102 | 90-91  | 85-69 | 69-72 | 90-82 |
| Cibona Zagreb     | 78-87 | 82-84   |        | 72-86  | 63-81 | 66-91  | 70-67  | 76-87   | 88-92  | 65-60 | 80-78 | 89-60 |
| Crvena zvezda mts | 81-89 | 88-73   | 102-80 |        | 95-89 | 103-61 | 101-77 | 88-70   | 105-82 | 92-86 | 90-64 |       |
| FMP               | 89-79 | 100-105 | 88-79  |        |       | 78-73  | 84-81  | 98-79   | 92-83  | 57-87 | 77-65 | 94-67 |
| Igokea            | 72-83 | 90-95   |        | 79-94  | 91-82 |        | 92-82  | 69-72   | 98-91  | 73-75 | 84-88 | 79-71 |
| Krka Novo Mesto   | 73-72 |         | 69-77  | 79-77  | 65-75 | 76-75  |        | 74-69   | 67-76  | 61-76 | 71-89 | 76-74 |
| Mega Bemax        | 57-94 | 63-87   | 72-76  | 85-103 | 95-91 | 87-76  | 88-61  |         |        | 77-98 | 73-79 | 98-74 |
| Mornar Bar        | 92-95 | 77-70   | 81-73  | 71-64  | 85-82 | 92-78  |        | 85-68   |        | 65-76 | 99-84 | 95-86 |
| Partizan NIS      | 87-82 | 96-95   | 102-66 | 75-72  | 90-85 | 89-73  | 102-80 |         | 88-75  |       | 81-62 | 87-60 |
| Koper Primorska   | 75-78 | 67-90   |        | 78-90  | 86-81 |        | 67-63  | 93-87   | 101-83 | 68-56 |       | 83-78 |
| Zadar             | 82-75 | 101-63  | 78-82  | 78-76  | 81-76 | 81-88  | 77-85  | 106-100 | 83-89  | 57-72 |       |       |

## Tabela de Classificação
| Pos. | Clube             | J  | V  | D  | P+ : P- (dif) | SP   | P      | Classificação |
| ---- | ----------------- | -- | -- | -- | ------------- | ---- | ------ | ------------- |
| 1    | Partizan NIS      | 20 | 16 | 4  | 1652:1450     | 202  | 36     | Playoffs      |
| 2    | Budućnost VOLI    | 19 | 14 | 5  | 1541:1348     | 193  | 33 (*) | Playoffs      |
| 3    | Crvena zvezda mts | 20 | 13 | 7  | 1671:1483     | 188  | 33 (*) | Playoffs      |
| 4    | Cedevita Olimpija | 20 | 12 | 8  | 1685:1637     | 48   | 32     | Playoffs      |
| 5    | Koper Primorska   | 20 | 12 | 8  | 1561:1588     | -27  | 32     |               |
| 6    | Mornar Bar        | 19 | 12 | 7  | 1604:1588     | 16   | 31     |               |
| 7    | FMP               | 20 | 10 | 10 | 1688:1642     | 46   | 30     |               |
| 8    | Igokea            | 20 | 7  | 13 | 1586:1682     | -96  | 27     |               |
| 9    | Mega Bemax        | 20 | 6  | 14 | 1605:1730     | -125 | 26     |               |
| 10   | Cibona Zagreb     | 20 | 6  | 14 | 1509:1650     | -141 | 26     |               |
| 11   | Krka Novo Mesto   | 20 | 6  | 14 | 1423:1593     | -170 | 26     |               |
| 12   | Zadar             | 20 | 5  | 15 | 1556:1690     | -134 | 25     | Rebaixado     |

## Playoffs
|  | Semifinais | Semifinais | Semifinais |  |  | Final | Final | Final |
|  |            |            |            |  |  |       |       |       |
|  |            |            |            |  |  |       |       |       |
|  |            |            |            |  |  |       |       |       |
|  |            |            |            |  |  |       |       |       |
|  |            |            |            |  |  |       |       |       |
|  |            |            |            |  |  |       |       |       |
|  |            |            |            |  |  |       |       |       |

| Time 1 | Série | Time 2 | 1º Jogo | 2º Jogo | 3º Jogo | 4º Jogo | 5º Jogo |
| ------ | ----- | ------ | ------- | ------- | ------- | ------- | ------- |
|        | -     |        |         |         |         |         |         |

## Campeões
| ABA Liga 2019-20 Campeões |
| ------------------------- |
| ?º Título                 |

## Clubes da Liga Adriática em competições europeias
| Clube             | Competição        | Resultado                                               |
| ----------------- | ----------------- | ------------------------------------------------------- |
| Estrela Vermelha  | EuroLiga          |                                                         |
| Cedevita Olimpija | EuroCopa          | Eliminado na Fase de Grupos (6º no Grupo C com 4v - 6d) |
| Budućnost VOLI    | EuroCopa          | Eliminado na Fase de Grupos (5º no Grupo D com 3v - 7d) |
| Partizan          | EuroCopa          |                                                         |
| Mornar Bar        | Liga dos Campeões |                                                         |